# ایچو موروکو
ایچو موروکو (به اسپانیایی: Ichhu Muruq'u) یک کوه در پرو است که در Peru, Puno Region واقع شده‌است. ایچو موروکو ۴٬۶۰۰ متر بالاتر از سطح دریا واقع شده‌است.